# Parastephos occatum
Parastephos occatum is een eenoogkreeftjessoort uit de familie van de Stephidae. De wetenschappelijke naam van de soort is voor het eerst geldig gepubliceerd in 1971 door Damkaer.